# Владислав II Ягайло
Владисла́в II Яга́йло (пол. Władysław II Jagiełło, лит. Jogaila; 1362 — 1 червня 1434) — великий князь литовський і руський (1377—1381, 1382—1386) і польський король (1386—1434), володар та спадкоємець Русі з династії Гедиміновичів. Син великого князя литовського Ольгерда та тверської княжни Уляни Олександрівни. Засновник династії Ягеллонів, яка правила в Польщі та Великому князівстві Литовському до 1572 року.

## Імена
- Ягайло — язичницьке ім'я, дане при народженні, походження якого дискусійне.
- Яків — ім'я, яке, на думку деяких істориків, взяв Ягайло при переході в православ'я[11].
- Владислав — католицьке ім'я, яке Ягайло взяв після укладання Кревської унії.

## Біографія

### Походження
Ягайло був молодшим сином великого князя литовського Ольгерда Гедиміновича і його другої дружини, тверської княжни, Уляни Олександрівни. По матері був онуком убитого в Золотій Орді за рішенням хана Узбека тверського князя Олександра Михайловича після наклепу на останнього з боку великого князя московського, Івана Калити. Також був правнуком одного з останніх галицько-волинських князів, короля Руси Юрія I Львовича. Виріс та вихований у православному середовищі.

### Князювання у Литві
Після смерті свого батька Ольгерда у 1377 році, за волею останнього, Ягайло отримав великокнязівський престол і став, разом зі своїм дядьком Кейстутом, співправителями Литовсько-руської держави. Однак вже від початку правління проти Ягайла виступило чимало братів, які були старшими за нього, і тому вважали свої претензії на великокнязівський престол вагомішими.
Діархічний режим, успадкований від попередніх років, виявився нетривким: між співправителями розгорілась війна за владу у Великому князівстві, яка закінчилась ув'язненням і загибеллю Кейстута (1382), після чого проти Ягайла розпочав боротьбу, в союзі з хрестоносцями, Вітовт Кейстутович, що змусило великого князя шукати союзу з Польщею.

### Кревська унія. Польський король

Герб роду Ягайлів

Укладена 1385 року Кревська унія між Польщею та Литвою, що поклала початок створенню Речі Посполитої, передбачала інкорпорацію його держави до складу Польської Корони й перехід у католицтво всіх мешканців Литви.
Після одруження з королевою Ядвігою Анжуйською, 4 березня 1386 року під ім'ям Владислава II коронувався у Кракові на польський престол.
1387 року остаточно приєднав до Польщі галицькі землі (Угорщина не визнала цієї анексії Галичини, хоча все обмежилося дипломатичними протестами, а, ймовірно, за посередництвом Папи римського 1388 року королі Угорщини Сигізмунд Люксембург та Польщі Ягайло уклали перемир'я на один рік, а 1398-го уклали ще одну угоду на 16 років. У польсько-угорських угодах 1412, 1415 та 1423 років. вирішення цього відкладалося на пізніше).

### Боротьба за владу з Вітовтом
Після Кревської унії обділеним волостями залишився син Кейстута, Вітовт. Уділ його батька — Троцьке, Городенське і Берестейське князівства разом з іншими землями Ягайло надав своєму братові Скиргайлу, якого водночас і призначив своїм намісником у Литві. Замість них у 1388 році Вітовту була передана Волинська земля. Проте амбітному князю цього було мало, оскільки він хотів вернути усю батькову спадщину, та мріяв стати великим князем литовським. Тому в 1390 році Вітовт, заручившись підтримкою Тевтонського ордену розпочав військові дії проти Ягайла та його союзників.
Війна з перемінним успіхом тривала близько двох років, але зрештою обидві сторони були виснажені змушені були піти на компроміс. За укладеною у 1392 році Острівською угодою Ягайло був передав Велике князівство Литовське в управління Вітовту, який формально був намісником Ягайла, але фактично став повновладним Великим князем Литовським. Також Вітовту були передані окрім Волині Троцьке і Гродненське князівства, а Скиргайло у 1393 році отримав Київське князівство, відібране у старшого брата Ягайла, Володимира Ольгердовича.
У наступні роки Вітовту за підтримки Ягайла вдалось ліквідувати значну частину удільних князівств. Протягом 1393—1394 років разом зі Скиргайлом він ліквідував Подільське князівство, у якому Ягайло призначив намісником з княжими правами впливового польського шляхтича Спитка Мельштинського. Того ж року вдалось прогнати з Вітебська Свидригайла, а також ліквідувати Володимирське князівство у якому сидів Федір Любартович. 1395 року литовсько-польські війська здобули Смоленськ у якому був посаджений литовський намісник, князь Роман Михайлович.
Тим часом 22 червня 1399 року Ядвіга, дружина Ягайла, народила дочку, якій дали ім'я Єлизавета-Боніфація. Однак вже через місяць і мати, і дочка помирають. Через це становище Ягайла як короля Польщі стає хитке, оскільки смерть Ядвіги підірвала його права на престол. Та вже 1402 року він уклав новий шлюб з внучкою Казимира III, Анною Цельською, через який підкріпив свої права на Польщу.
Вітовт же влітку 1399 року зазнає розгромної поразки на Ворсклі від татар, очолюваних Едигеєм та Тимур-Кутлугом. У битві гинуть тисячі литовських та руських лицарів. Слабкі позиції обох правителів на рубежі століть змусили їх укласти 1401 року нову, Віленсько-Радомську унію, за якою Литовсько-руська держава передавалась Вітовту повічно, а після його смерті повинна була відійти Ягайлу чи його спадкоємцям. В разі ж смерті Ягайла литовсько-руські (литовські, білоруські й українські) бояри мали б змогу брати участь у виборі нового польського короля. Укладення цієї угоди укріпило становище обох правителів, і дозволила звернути увагу на загрозу з боку тевтонських лицарів.

### Війни з тевтонцями

Ян Матейко. «Битва під Грюнвальдом», 1878 рік

У 1404 році між Тевтонським Орденом, з одного боку, та Польщею і Литвою — з іншого, укладається Рацьонжський мир. Згідно з ним за Тевтонським Орденом закріплювалась Жемайтія, також сторони зобов'язувались допомагати одне одному у війнах. Та цей мир був лише передишкою до війни, невдовзі Орден спробував охрестити жемайтів, які через це повстали проти його влади. Ягайло та Вітовт вирішили скористатися цим як приводом для початку війни. Вітовт почав підтримувати повстанців військовими діями. У цей час Орден звернувся до Ягайла з питанням: чи буде він підтримувати Вітовта у війні. Не отримавши відповіді, 6 серпня 1409 року гросмейстр тевтонців Ульріх фон Юнінген оголосив Польщі війну. Загони лицарів увійшли в польські землі та почали захоплювати фортеці. У відповідь на це Ягайло зібрав польські війська і до осені 1409 року звільнив більшість захоплених замків, а після взяття Бидгоща у вересні 1409 року уклав з Орденом річне перемир'я.
Перерву у бойових діях обидві сторони використали для підготовки та нарощення військових сил. У червні 1410 року бойові дії відновились — Ягайло на чолі величезної польської армії вирушив на тевтонську столицю, Марієнбург. Вже 2 червня поляки зєднались з литовсько-руськими силами Вітовта на переправі через Віслу біля міста Червінська, пізніше до них приєднались і війська мазовецьких князів. 15 липня 1410 року об'єднана армія розгромила тевтонські війська у битві під Грюнвальдом, яка стала переломним моментом орденської експансії. Однак Ягайлу не вдалось повноцінно скористатись успіхами оскільки він барився з подальшими діями, а тевтонці в цей час змогли реорганізуватися і частково відновити боєздатність. У 1411 році було укладено Торунський мир. За його умовами Жемайтія відходила Великому князівству Литовському, а Короні поверталась Добжинська земля, яка незадовго до війни була захоплена Орденом.
За допомогу у боротьбі з лицарями у 1411 році Ягайло передає Вітовту Подільське князівство, яке до того належало до Польщі й управлялось польськими урядовцями. У 1413 році між Короною і Литвою укладається Городельська унія, згідно з нею підтверджуються спадкові права Ягайла на Велике князівство Литовське, а також його титул верховного князя литовського. Також за умовами унії литовським боярам були надані польські шляхетські герби, а у Великому князівстві відбулась адміністративна реформа за польським зразком — були утворені Віленське та Троцьке воєводства.
У 1414 році через низку спорадичних сутичок між Польщею і Литвою, з одного боку, і Тевтонським орденом з іншого почався новий конфлікт, відомий під назвою «Голодна війна», в якій Орден широко застосовував тактику випаленої землі, яка в середні віки полягала у спалюванні посівів на полях з метою знищення продовольчої бази противника. Але всі сторони конфлікту були занадто виснажені попередньою війною, щоб ризикувати у великих боях, тому вже до осені бойові дії припинились аж до 1419 року.
1422 року Ягайло разом з Вітовтом були знову втягнуті у ще одну війну проти тевтонців, відому як Голубська. Бойові дії тривали близько двох місяців і закінчилися перемогою польсько-литовської сторони ще до підходу підкріплень Ордена зі Священної Римської Імперії. В результаті був укладений Мельнський мир, згідно з яким хрестоносці поступалися Польщі частиною Куявії з Нешавою й остаточно відмовлялися від претензій на Жемайтію, яка за умовами Торуньського миру повинна була відійти Ордену після смерті Вітовта. Литва отримала Жмудь з портом Паланга, але Клайпеда залишилася за Орденом. Ця межа проіснувала близько 500 років, до 1920 року. Мельнський мир завершив епоху в війнах Ордена з Литвою, але мало що зробив для врегулювання довгострокових проблем між Орденом і Польщею. Пізніше спорадичні військові конфлікти спалахували між Польщею і лицарями ще в період з 1431 до 1435 року.

### Останні роки правління
У 1422 році Ягайло вчетверте одружується з представницею знатного литовсько-руського роду Гольшанських — Софією. Нова королева у 1424, 1426 і 1427 роках нарешті народжує Ягайлу довгоочікуваних синів та спадкоємців престолу — Владислава (майбутній король Польщі та Угорщини Владислав III), Казимира (невдовзі помер) та Казимира (майбутній великий князь литовський та король польський Казимир IV).
У січні 1429 року Ягайло бере участь у Луцькому з'їзді монархів на якому були присутні правителі багатьох європейських князів. За результатами з'їзду Литва мала стати королівством, а Вітовт мав бути коронований надісланою від папи римською короною. Та в 1430 році польські шляхтичі перехопили корону, яку везли Вітовту та знищили її, а Литва так і не стала королівством. Невдовзі після цього Вітовт помирає, так і не залишивши після себе спадкоємця.
Після смерті Вітовта  воював за Поділля та Луцьк в 1430—1432 роках зі своїм братом Свидригайлом. Розпочав війну проти Великого князівства Руського (1432—1435).
Був королем до 1434 року. Згідно з Яном Длугошем Владислав II Ягайло помер від застуди, яку підхопив, слухаючи спів солов'я.

### Спадщина Ягайла
Серед подій надзвичайної важливості епохи його правління виділяють хрещення Литви й Грюнвальдську битву (1410), яка поклала край експансії німецьких лицарів. Дітей від шлюбу з Ядвігою у нього не було. Після її смерті він зміцнив зв'язок з П'ястами шляхом шлюбу з онукою Казимира III Великого і донькою графа Цельського Анною. За часів Ягайла усі тодішні руські (українські) землі нарешті були об'єднані під владою одного монарха. Однак, в той самий час польська дрібна шляхта здобула більші права власності, а Білорусь та Україну було включено в польську політичну та культурну сферу впливу.

## Родина
Владислав Ягайло був одружений чотири рази, що є одним з найбільших таких показників серед польських королів. Від трьох дружин у нього було п'ятеро дітей, двоє з яких померли у малому віці.
1 Дружина — польська королева Ядвіга Анжуйська (1377—1399), дочка угорського та польського короля Людовіка Великого.
Діти:
- Єлизавета-Боніфація (липень 1399), померла немовлям, а через кілька днів після неї померла і Ядвіга.

2 Дружина — Анна Цельська (1380—1416)
Діти:
- Ядвіга (1408—1431) — кілька років залишалась єдиним спадкоємцем польського престолу. Померла в молодому віці так і не вийшовши заміж.

3 Дружина —  Єлизавета Грановська (1372—1420)
Діти: не було
4 Дружина — Софія Гольшанська (1405—1461), народила королю довгоочікуваних синів та спадкоємців
Діти:
- Владислав III Варненчик (1424—1444) — король польський як Владислав III (1434—1444) та угорський як Ласло I (1440—1444). Загинув в Битві з турками під Варною.
- Казимир (1426—1427) — помер малим.
- Казимир IV Ягеллончик (1427—1492) — великий князь литовський (1440—1492) та король польський (1447—1492).

## Титул

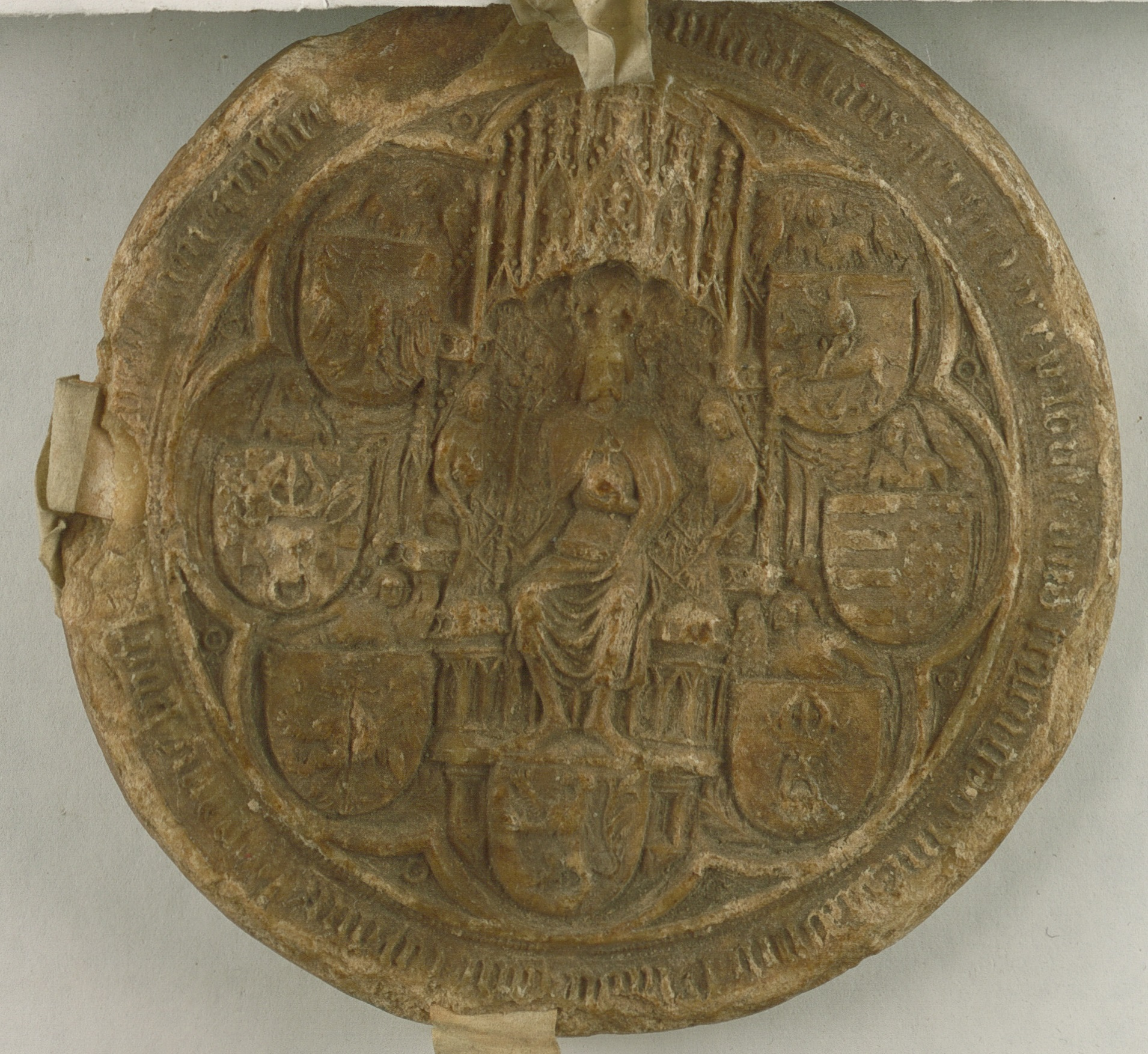
Велика печатка Ягайла з гербами Польщі (орел), Литви (погоня), Каліша (тур), Куявії (гібрид), Русі (лев), Добжина (голова) і Сандомира. 1411.

- 1379: нім. Wir Jagel obirster Herczoge der Littouwin unde Kenstutte Herczoge zcu Tracken[15] (Ми, Ягайло, верховний герцог Литви, і Кейстут, герцог Троків)
- 1380: нім. Wir Jagel obirster kung der Littouwen[16] (Ми, Ягайло, верховний король Литви)
- 1382: нім. Wir Jagal von gotis gnaden grosir konig czu lyttauwen und wir Skirgal Hertzog zcu Tracken[17] (Ми, Ягайло, Божою милістю, великий король Литви і ми, Скиргайло, герцог Троків)
- 1383: лат. Nos Jagalo divina deliberacione magnus Rex vel dux litwanorum Russieque dominus et heres[18] (Ми, Ягайло, божественним попустом, великий король і князь Литовський, а також господар і дідич Русі)
- 1387: ст.-укр. Владислав божье милости король польскии, литовскии, руски, иных земль господарь[19]
- З великої печатки: лат. S[igillum] Wladislaus Dei Gra[tia] Rex Polonie n[ec]no[n] t[er]raru[m] Cracovie Sa[n]domi[ri]e Syradie La[n]ci[ci]e Cuyavie Litwanie p[ri]nceps sup[re]m[us] Pomoranie Russieq[ue] d[omi]n[u]s et h[e]r[e]s e[tc] (Печатка Владислава, Божою милістю, короля Польщі, а також земель Кракова, Сандомира, Серадзя, Ленчиці, Куявії, верховний князь Литви, господар і дідич Померанії, Русі та інших)

## Цікаві факти

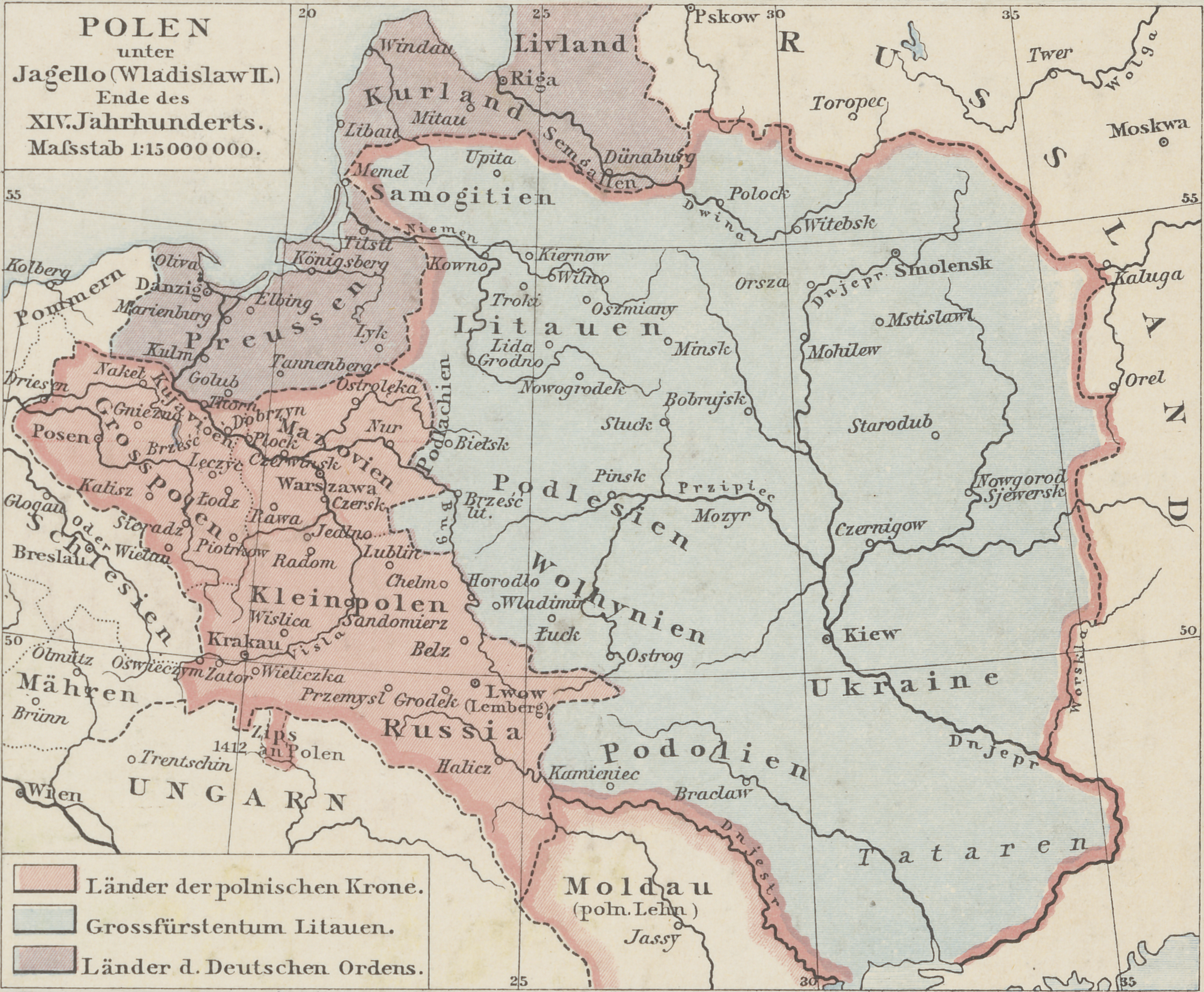
Литовська і Польська держави під владою Ягайла

- Литовська і Польська держави під владою ЯгайлаВладислав II Ягайло є польським королем, який правив найдовше (48 років та 4 місяці)[20], хоча за тривалістю життя серед королів він другий.
- Входив у число 24 лицарів Ордена Дракона разом з Сигізмундом I, Вітовтом, Владиславом II Ягеллончиком, Ернстом Залізним (герцог Австрії), Генріхом V (король Англії), Владом II Дракулом й іншими європейськими монархами.
- Владислав II Ягайло мав багато родичів, зокрема 11 братів і дев'ять сестер, не вмів ані читати, ані писати, був неуком[21]. Проте, попри відсутність освіти, цікавився мистецтвом і наукою.
- 2 серпня 1419 року мала місце незвичайна подія: в карету Владислава II влучила блискавка, вбивши двох придворних і чотирьох коней, а також сімох коней лицарів з кортежу. Удар також вразив самого короля, внаслідок чого сам Ягайло частково втратив слух[22].
- Тіло монарха поховане в королівській усипальниці в замку Вавель у Кракові, серце ж його, згідно з заповітом, було вийняте з грудей і поховане окремо в Городку, де він проводив багато часу в останні роки життя.

## Вшанування пам'яті

### Україна

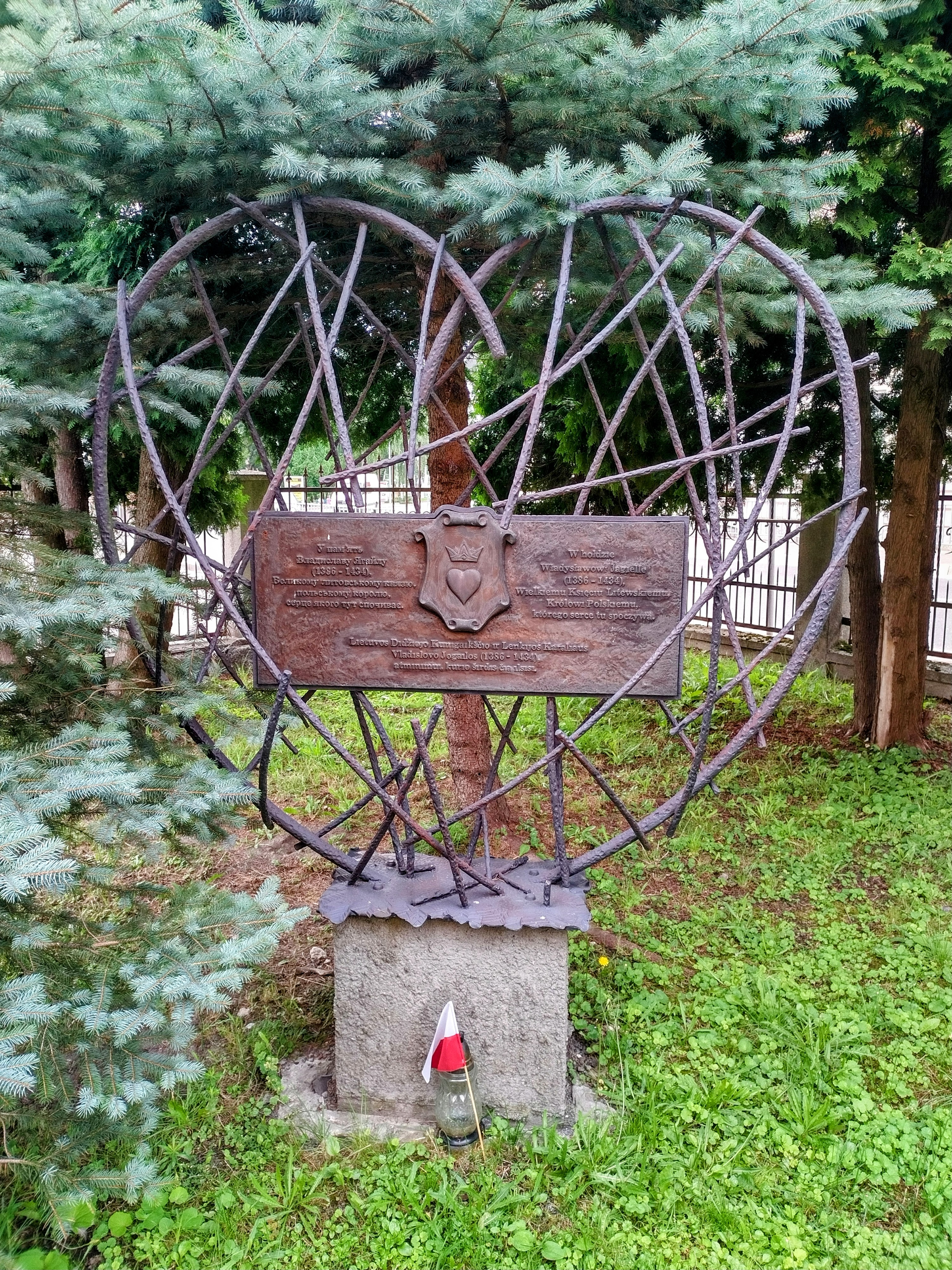
Пам'ятник серцю короля Ягайла встановлено у місті Городок біля Костелу Воздвиження Чесного Хреста. Король Владислав II Ягайло дуже любив це місто і тому заповів поховати його серце у Городку[23].
- Вулиця Ягеллонська у місті Київ названа на честь династії Ягеллонів.   - Пам'ятний знак серцю короля Владислава Ягайла

### Польща
- Назву «Ягайло» отримав в 1947 році найменший з дев'яти польських трансатлантичних лайнерів — єдине цього виду судно під знаком GAL-u, яке було побудоване на гамбурзькій верфі «Blohm & Voss». Також це було єдине океанське пасажирське судно, яке попало (побічно) під польський прапор у рамках німецьких репарацій після Другої світової війни. Служив корабель недовго — бо вже в 1949 році попав під прапор тодішнього Радянського Союзу, як «Петро Великий». Своєю чергою назву «Владислав Ягайло» отримав один із суховантажів щецинського типу B-445.

### Монографії
- Грушевський М. Історія України-Руси. — К. : Наукова думка, 1994—1995. — Т. V, VI.
- Prochaska A. Król Władysław Jagiełło. — Т. 1. — 433 s.; Т. 2. — 414 s.

### Словники
- Ягайло // Україна в міжнародних відносинах. Енциклопедичний словник-довідник. Випуск 6. Біографічна частина: Н–Я / Відп. ред. М. М. Варварцев. — К.: Ін-т історії України НАН України, 2016. — с.351-353
- Гайдай Л. Історія України в особах, термінах, назвах і поняттях. — Луцьк : Вежа, 2000.
- Довідник з історії України. За ред. І. Підкови та Р. Шуста [Архівовано 10 квітня 2009 у Wayback Machine.]. — К. : Генеза, 1993.
- Енциклопедія українознавства : Словникова частина : [в 11 т.] / Наукове товариство імені Шевченка ; гол. ред. проф., д-р Володимир Кубійович. — Париж — Нью-Йорк : Молоде життя, 1955—1995. — ISBN 5-7707-4049-3.
- Малий словник історії України / відпов. ред. В. А. Смолій. — К. : Либідь, 1997. — 464 с. — ISBN 5-325-00781-5.
- Михайловський В. Ягайло [Архівовано 13 березня 2016 у Wayback Machine.] // Енциклопедія історії України : у 10 т. / редкол.: В. А. Смолій (голова) та ін. ; Інститут історії України НАН України. — К. : Наукова думка, 2013. — Т. 10 : Т — Я. — С. 721—722. — ISBN 978-966-00-1359-9.

- Ягайло [Архівовано 24 листопада 2016 у Wayback Machine.] // Юридична енциклопедія : [у 6 т.] / ред. кол.: Ю. С. Шемшученко (відп. ред.) [та ін.]. — К. : Українська енциклопедія ім. М. П. Бажана, 2004. — Т. 6 : Т — Я. — 768 с. — ISBN 966-7492-06-0.
- Ягайло Владислав // Українська мала енциклопедія : 16 кн. : у 8 т. / проф. Є. Онацький. — Накладом Адміністратури УАПЦ в Аргентині. — Буенос-Айрес, 1967. — Т. 8, кн. XVI : Літери Уш — Я. — С. 2117. — 1000 екз.